# Оушан Ејкерс (Њу Џерзи)
Оушан Ејкерс (енгл. Ocean Acres) насељено је место без административног статуса у америчкој савезној држави Њу Џерзи.

## Демографија
По попису из 2010. године број становника је 16.142, што је 2.987 (22,7%) становника више него 2000. године.
| Група             | 2000.          | 2010.          |
| Белци             | 12.406 (94,3%) | 14.595 (90,4%) |
| Афроамериканци    | 132 (1,0%)     | 224 (1,4%)     |
| Азијати           | 122 (0,9%)     | 234 (1,4%)     |
| Хиспаноамериканци | 365 (2,8%)     | 936 (5,8%)     |
| Укупно            | 13.155         | 16.142         |